# Henri-Félix de Villars
 Henri-Félix de Villars  (né à Moulins le 20 décembre 1655 mort à Florence en octobre 1691) est un ecclésiastique français du XVIIe siècle, agent général du clergé, issu de la famille de Villars

## Biographie
Henri-Félix de Villars est le 3e fils du marquis Pierre de Villars et de Marie Gigault de Bellefonds ; il est donc le frère cadet du maréchal de Villars. 
Comme son oncle et homonyme Henri de Villars, il effectue une carrière ecclésiastique qui le porte à la tête de l'abbaye Notre-Dame de Moutier-en-Argonne, au diocèse de Châlons-sur-Marne. Il est désigné comme agent général du clergé de France lors de l'assemblée de 1685. Il meurt en Italie à Florence en 1691 en revenant d'une mission à Rome.